# Henri Kichka
Henri Kichka (Bruselas, 14 de abril de 1926-Bruselas, 25 de abril de 2020) fue un sobreviviente belga de los campos de concentración nazis. Fue el único miembro de su familia que sobrevivió a la deportación de judíos fuera de Bélgica. 
En la década de 1980, comenzó a hablar sobre la importancia de la memoria de aquellos que perecieron a manos de los nazis. En 2005, escribió su autobiografía, Une adolescence perdue dans la nuit des camps, precedida por Serge Klarsfeld. Es el padre del dibujante Michel Kichka.

## Biografía

### Infancia
El padre de Henri era Josek Kichka (Kiszka, originalmente en polaco), nacido en Skierniewice, Polonia, el 13 de agosto de 1898. En 1918, Josek huyó del surgimiento del antisemitismo, pero fue encarcelado por Alemania en el camino. Después de ser liberado, se instaló en Bruselas . La madre de Henri, Chana Gruszka, nació en Kałuszyn, Polonia, el 15 de diciembre de 1899. Ella llegó a Bélgica en 1924. La pareja renunció a su nacionalidad polaca y vivió como apátridas. 
El hijo mayor, Henri Kichka, nació el 14 de abril de 1926 en Bruselas. Su hermana, Bertha, nació el 30 de agosto de 1927, y Nicha nació el 27 de octubre de 1933. En 1935, la familia se mudó a Saint-Gilles. La familia era moderadamente activa con su sinagoga local. En la escuela, Kichka aprendió francés, ídish y alemán. Se le prohibió aprender polaco.

### Guerra
En mayo de 1940, la familia de Kichka quedó atónita por la invasión nazi de Bélgica. Su padre decidió llevar a la familia a Francia durante el éxodo de 1940. Llegaron a Toulouse y luego se establecieron en Revel. Luego, los Milice los obligaron a establecerse en un campo de refugiados en Agde. Se mudaron a varios campamentos diferentes bajo el régimen de Vichy, y luego fueron liberados a París. 

### Deportación
El 1 de agosto de 1942, la hermana de Kichka, Bertha, recibió su citación a Mechelen por trabajo obligatorio. La familia la acompañó a la estación de tren, y sería la última vez que la vieran. Bertha Kichka fue asesinada a su llegada a Auschwitz en agosto de 1942. El resto de la familia fue deportado en el Noveno Convoy del 12 de septiembre de 1942. Kichka y su padre fueron asignados a trabajar en un ferrocarril, y su madre, tía y hermana fueron asesinadas en Auschwitz el 14 de septiembre de 1942. Henri y Josek fueron trasladados de un campamento a otro, realizando trabajos obligatorios. Henri fue liberado el 30 de abril de 1945, pero Josek murió unos días antes después de que le amputaran un pie.

### Liberación
Kichka fue enviado al aeropuerto de Weimar, donde permaneció durante 17 días, y luego fue transportado de regreso a Bélgica en un camión. Pesaba 39 kg. Se quedó en un centro de recepción en Uccle y le diagnosticaron tuberculosis. Permaneció en el Hospital Brugmann de Alsemberg durante 16 meses. Se unió a un orfanato el 30 de agosto de 1946. Él era el único niño allí que había sobrevivido a los campos de concentración, y el resto habían sido niños ocultos. Luego alquiló un departamento con su amigo, Beno Linzer, y comenzó como trabajador del cuero. En 1947, se unió a la Unión sportive des jeunes Juifs.

### Después de la guerra
El 9 de abril de 1949, Kichka se casó con Lucia Swierczynski. Obtuvo la nacionalidad belga en 1952, y su vida volvió a la normalidad. Más tarde escribiría que su adolescencia se perdió en los campos de concentración. Tuvo cuatro hijos con Lucía: Khana, Michel, Irène y Charly. Tenían nueve nietos y numerosos bisnietos. Lucía murió el 22 de septiembre de 2001. 
Hasta principios de la década de 1980, Kichka no discutió lo que había sufrido. Después de su retiro, se convirtió en un orador sobre el Holocausto, transmitiendo su testimonio a jóvenes estudiantes y participando en numerosos viajes conmemorativos a Auschwitz.

### Muerte
Henri Kichka murió el 25 de abril de 2020 a la edad de 94 años en Bruselas debido a COVID-19.

## Publicación
- Une adolescence perdue dans la nuit des camps (2005)